# Partido de Osorno
El Partido de Osorno fue una división territorial del Imperio español dentro de la Capitanía General de Chile y luego dentro del virreinato del Perú. 
El territorio que conformo este partido corresponde al territorio del Gobierno de Osorno, que es considerado como partido para la convocatoria al Primer Congreso Nacional. Su asiento estaba en la Villa de San Mateo de Osorno.

## Historia
El Partido de Osorno corresponde a la antigua Provincia o Corregimiento de Osorno, que existió hasta 1602 y el cual   
El 13 de enero de 1796 declarada oficialmente repoblada. Tras este logro Ambrosio O'Higgins recibió el título de marqués de Osorno, estuvo bajo dependencia directa del virrey del Perú (Ambrosio O'Higgins) entre el 1 de junio de 1798 y el 28 de octubre de 1802, conformando el Gobierno de Osorno; y retornando luego a la Capitanía General de Chile. 
El primer gobernador de Osorno fue Manuel Olaguer Feliú, a quien sucedió César Balbiani. En 1797 Juan Mackenna O´Reilly fue designado Gobernador y Superintendente de Osorno, permaneciendo hasta 1808.
En 1810, el Gobierno de Osorno es considerado como partido, recibiendo el nombre de Partido de Osorno para la convocatoria al Primer Congreso Nacional.
Luego en 1811 pasó a depender nuevamente del Virreinato del Perú.
Según el censo de los partidos de la provincia de Concepción conforme a las matrículas de 1812, presentados para el censo de 1813, el Curato de Osorno y sus misiones tenía 3.316 habitantes.
En 1820 luego del Combate de El Toro los españoles abandonaron la ciudad de Osorno y se dirigieron desmoralizados a Carelmapu. Así, finalmente en 1822 el territorio del Partido de Osorno fue anexado y puesto bajo dependencia del Gobierno de Valdivia. Con la Constitución de 1823 pasó a denominarse Delegación de Osorno.

## Límites
Su territorio abarca desde el río Bueno hasta el río Maipué.

## Administración
Osorno estaba a cargo de un Gobernador y Superintendente.